# Obrněnky

Schéma životního cyklu obrněnek

Obrněnky (Dinophyta, též Dinozoa nebo Dinoflagellata) jsou skupina živých organismů řazených dnes do superskupiny Sar a skupiny Alveolata. Žijí ve vodách jak sladkovodních, tak i brakických a mořských.
Jde o mixotrofní organismy (ale nalezneme u nich i obligátní heterotrofy), které mají chloroplasty získané sekundární či terciární endosymbiózou, někdy mají kleptoplastidy. Jejich buňky jsou „obrněné“, mají schránky tvořené celulózovými destičkami. Rozmnožují se pohlavně i nepohlavně, mají složité buněčné cykly. Evolučně jsou významní stavbou svého jádra a specifickými organelami, ekologicky tím, že je mezi nimi mnoho toxických druhů.

## Struktura buňky
Na povrchu má buňka malé destičky, které tvoří štít. Ten je rozdělen rýhou, která se nazývá cingulum na horní část, epitéku (někdy můžete nalézt i výraz epikon) a hypotéku (hypokon). U některých druhů je vyvinuta ještě rýha podélná (v ní uložený druhý bičík jako undulující membrána), která se nazývá sulcus. Tvar i postavení destiček, stejně tak jako rýh je druhově specifické, obrněnky se podle něj určují. Destičky jsou vlastně alveolární měchýřky, u některých druhů jsou opticky prázdné, pak se těmto druhům říká nahé obrněnky.

### Chloroplasty
Chloroplasty jsou získané II. či III. endosymbiózou, někdy mají kleptoplastidy, které u heterotrofů jsou v potravních vakuolách. Někdy mají v buňkách sinice (rod Ornithocercus), jinak si půjčují chloroplasty od skrytěnek, křemitých bičíkovců, chromofyt apod., předpokládá se, že u nich se proces symbiózy několikrát opakoval. Druh Peridinium balticum dokonce ve svých buňkách obsahuje kompletní, i když redukovanou buňku endosymbionta.
Chloroplasty mají tři membrány, poslední je spojena s jádrem. Thylakoidy se vyskytují po trojicích, každá trojice představuje jednu lamelu, a věncová lamela jim chybí. (tyto ultrastrukturní rysy jsou důležité pro určování). Velmi často mají i několik pyrenoidů (struktura, dobře viditelná v chloroplastu).
Nalezneme u nich chlorofyl a + c2, beta-karoten (červené barvivo), xantofyly – peridinin, který určuje jejich specifickou žlutohnědou barvu.
V jednom z chloroplastů bývá stigma (fotoreceptor červené barvy). Stigma je víceméně pravidelné seskupení kulovitých tělísek. Obsahuje hlavně karotenoidy i lipidy. Obrněnky mají stigma různě vyvinuté, bývá uloženo v chloroplastu i mimo něj. Většinou má červenou barvu a je dobře vidět ve světelném mikroskopu. Nejvyvinutější stigmu má rod Warnovia. U něj se nazývá ocelus, protože svůj strukturou připomíná jednoduché oko. Na povrchu je struktura, která připomíná čočku a ta směřuje světlo na retinoid (protein, představte si jako sítnici). Mezi „čočkou“ a sítnici je komůrka naplněná vodou, která je přirovnána ke sklivci a slouží jako chladič.

### Zásobní látky
Jako zásobní látky slouží škrobová zrna (alfa-1,4-glukan), který se ukládá do cytoplazmy, a syntetizován RuBisCem II (toto je další zvláštnost obrněnek, jinak je znám pouze u prokaryot). Umí také shromažďovat volutin (zásoba fosfátu), též se ukládá do cytoplazmy.

### Bičík
Dva bičíky mají mastigonemata (jemné vlášení) jako u chromist, ale jsou tenčí. Někdy bičíky vyrůstají na předním konci buňky (pak se nazývají desmokontní) nebo jsou na břišní straně, pak se jim říká dinokontní. Delší bičík udává směr a rychlost, druhý zajišťuje rotaci a přísun potravy. Dinokontní bičíky se liší navzájem od sebe daleko více, delší je někdy 100 μm dlouhý, krátký je přirostlý k ciangulu, obsahuje navíc kontraktilní vlákno, které se nazývá paraflagerální lišta, a je složen převážně z kontraktilní bílkoviny keratinu.

### Jádro
Jádro obrněnek patří k těm nejzajímavějším a dokonce má své odborné jméno dynokaryon,někdy se mu ale i říká i mesokaryon. Obsahuje totiž většinou kondenzované chromosomy (stočené jako by před mitózou). Jádro se liší od klasického eukaryotního jádra tím, že neobsahuje histony (speciální bílkoviny). Jednotlivá chromonema (vlákno kondenezované DNA) má 2,5 μm. V období syntézy nové DNA jsou chromozomy rozvolněné.
Při mitóze zůstává jaderná blána, mitotické vřeténko je mimojaderné a obrněnky nemají centrioly. V profázi prochází jadernou blánou cytoplasmatické kanály, kterými prorůstá mitotické vřeténko na které se pak připevňují jednotlivé chromozomy.

## Výživa a související organely
Vzhledem k tomu, že se vyživují primárně heterotrofně, mají spoustu struktur a organel, které při tom používají. Mají klasické panožky a někdy poměrně vyvinutou „trávicí soustavu“. Ta se skládá z fagopodu, což je trubička, na konci s bodcem, kterou mohou vysávat ostatní obrněnky, projdou pancířem. Palium se pro změnu nazývá membránová struktura, kterou je kořist překryta, tak aby mohla být pohodlněji sežrána. Obsahuje trávicí enzymy. Některé obrněnky mají systém nekontraktilních vakuol, které také obsahují trávicí enzymy.
Trichocysty jsou vymrštitelná tělíska, která používají k chytání kořisti (bohužel netušíme jak) a nalezneme je mezi destičkami pancíře. Scintolony jsou zcela neobvyklé membránové váčky u rodu Noctiluca, které obsahují enzym luciferázu, takže při podráždění buňky je možno vidět záblesk.

## Rozmnožování
Obrněnky se mohou rozmnožovat jak pohlavně tak i nepohlavně. Povětšinou mají velice složitá životní stadia, při kterých ani nevypadají jako obrněnky ale podobají se třeba více slunivkám, někdy tvoří amébovitá stadia, atd. Jednu z největších studií v tomto oboru má na svědomí profesor Popovský, který působil na UK.
Jinak jejich pohlavní buňky jsou bičíkaté, někdy izogamické (nerozeznatelné od sebe), někdy anizogamické (dají se rozpoznat „pohlaví“ na + a -). Gamety tvoří zygotu s tlustou stěnou, která se nazývá hygospora.

## Symbiózy obrněnek
Obrněnky, zejména rody Zooxantella a Symbiodinium, vstupují do symbiotických interakcí s nejrůznějšími mořskými bezobratlými. Zpravidla se jedná o vnitro- nebo mezibuněčnou endosymbiózu. Pro korálové polypy, budující korálové útesy, jsou zooxantely hlavním zdrojem živin, protože poskytují hostitelskému organizmu více než 50 % fotosyntetických produktů. Korálový útes tedy může růst právě jen díky této křehké symbióze. To je jeden z důvodů, proč dnes patří k ohroženým druhům – tvoří dohromady velice citlivý organismus k vnějším podmínkám.